# Guillaume de Dormans
Guillaume de Dormans est un homme de loi et diplomate français, chancelier de France de Charles V de France.

## Biographie
Fils de Jean de Dormans, procureur au Parlement, il fut lui-même avocat au parlement. Bailli de Sézanne pour la reine Jeanne de Navarre, chancelier du Dauphiné en 1348. Conseiller du duc d’Orléans en 1349, avocat-général et avocat du Roi au Parlement en 1352, ambassadeur en Angleterre, chancelier du duc de Normandie (1361) du Dauphiné.
Il fut l'un des représentants du régent au traité de Brétigny, le 8 mai 1360.
Nommé par Charles V, il succéda à son frère Jean de Dormans au poste de chancelier de France, fonction qu'il remplit de 1372 à 1373.
Éminent diplomate, il se spécialisa dans les affaires concernant l'Angleterre.

### Mariage et descendance
De son mariage avec Jeanne Baube, il eut notamment Miles de Dormans, chancelier de France (1380) et Guillaume de Dormans, archevêque de Sens (1390). 

## Sources
- Georges Bordonove, Les Rois qui ont fait la France - Les Valois - Charles V le Sage, t. 1, Pygmalion, 1988.